# Deimos-1
Deimos-1 est un satellite espagnol d’observation de la Terre exploité par Deimos Imaging (en) qui commercialise les images directement mais aussi par des accords de distribution avec d’autres entités comme Astrium GEO et DMC International Imaging.

## Histoire
Deimos-1 a été construit par Surrey Satellite Technology, sur une plate-forme de type SSTL-10. Il a été lancé sur une orbite basse héliosynchrone à 686 km d’altitude. Le lancement a été effectué le 29 juillet 2009 à 18H46 TU par une fusée Dnepr-1, depuis le site 109/95 du cosmodrome de Baïkonour au Kazakhstan.

## Instrument optique
Le satellite est prévu pour une durée de vie de cinq ans. Il est équipé d’une caméra multi-spectrale vert, rouge et proche infra-rouge, avec une résolution de 22 mètres et 600 kilomètres fauchée.

## Avantages
Les images satellites de Deimos-1 ouvrent de nouvelles perspectives aux utilisateurs pour le développement de services et d’applications dans divers segments tels que le maritime, l'agriculture, l'environnement ou la forêt avec :
- La couverture rapide du territoire grâce à sa large fauchée
- Des capacités d’acquisition en quasi temps réel
- Un prix compétitif.